# Fabian Löwen
Fabian Löwen, född 30 september 1699 i Stockholm, död 19 februari 1773 i Stockholm, var en svensk friherre, militär och politiker. Han var bror till Axel Löwen.
Fabian Löwen blev 1737 överste i holländsk tjänst och 1762 svensk generalmajor. Han framträdde med början vid 1742 års riksdag som en av mössornas främsta män. Vid riksdagen 1746–47 var han medlem av partikonseljen och en av utdelarna av ryska och engelska penningar. 1762 tog han vid riksdagen initiativet till adelns, präste- och bondeståndens beslut att anmoda sekreta utskottet om att sörja för en snar fred med Preussen eller ett kraftigare fortsättande av kriget i Pommern. Han kritiserade den egenmäktighet, varmed hattpartiet, under efterlåtenhet från bankofullmäktiges sida, försänkt riket i skuld för krigets skull, och han lyckades få sitt yrkande på undersökning bifallet. Vid samma riksdag vann han en plats bland bankofullmäktige och verkade ifriat för beviljandet av koncession åt det nya Ostindiska kompani, som 1766 avlöste det gamla och i vilket Löwen själv blev direktör (tillsammans med Robert Finlay, Michael Grubb och Georg Henric Conradi). Då vid 1766 års riksdag den övervägande stämningen var för samtliga bankofullmäktiges avgång, begärde Löwen slutligen, till synes frivilligt, avsked från sin befattning som fullmäktig i banken. Samma år blev han friherre.
Löwen utnämndes till riddare av Svärdsorden 1761.